# 양양 오산리 유적
양양 오산리 유적(襄陽 鰲山里 遺蹟)은 대한민국 강원특별자치도 양양군 손양면 오산리에 있는, 신석기 사람들이 살았던 집터 유적이다. 1997년 4월 18일 대한민국의 사적 제394호로 지정되었다.

## 개요
신석기 사람들이 살았던 집터 유적이다. 동해안에서 육지 쪽으로 200m 정도 떨어진 쌍호란 호수를 메우기 위해 토사를 채취하는 과정에서 다량의 토기와 석기가 발견되면서 유적이 있음을 알게 되었다.
발굴조사 결과 신석기시대 집터 11기, 불을 피웠던 자리 5기, 도구를 만들던 곳으로 보이는 돌무지 유구 2기가 확인되었다. 또한 많은 양의 토기조각과 석기가 출토되었는데, 특히 흑요석제 석기의 성분 분석 결과 흑요석 원석을 백두산 지역에서 가져온 것으로 나타났다. 이로써 선사시대의 백두산 지역과 오산리를 중심으로 한 동해안 지역의 문화가 관련이 있을 수 있다는 점이 밝혀졌다.
우리나라 신석기 문화의 기원과 주변지역 사이에 연결된 문화적 관계를 연구하는데 중요한 자료가 되는 유적이다.

## 같이 보기
- 오산리선사유적박물관

## 참고 자료
- 양양 오산리 유적 - 국가유산청 국가유산포털